# قلعه زیارتگاه
قلعه زیارتگاه مربوط به دوره قاجار است و در شهرستان کرمان، بخش شهداد، دهستان تکاب، روستای زیارتگاه واقع شده و این اثر در تاریخ ۲۷ اسفند ۱۳۸۷ با شمارهٔ ثبت ۲۶۳۵۳ به‌عنوان یکی از آثار ملی ایران به ثبت رسیده‌است.